# Anton Lendzion
Anton Lendzion (pl. Antoni Lendzion; * 10. Juli 1888 in Samplawa, Kreis Löbau; † 22. März 1940 im KZ Stutthof) war ein polnischer Aktivist in der Freien Stadt Danzig und Opfer des Nationalsozialismus.

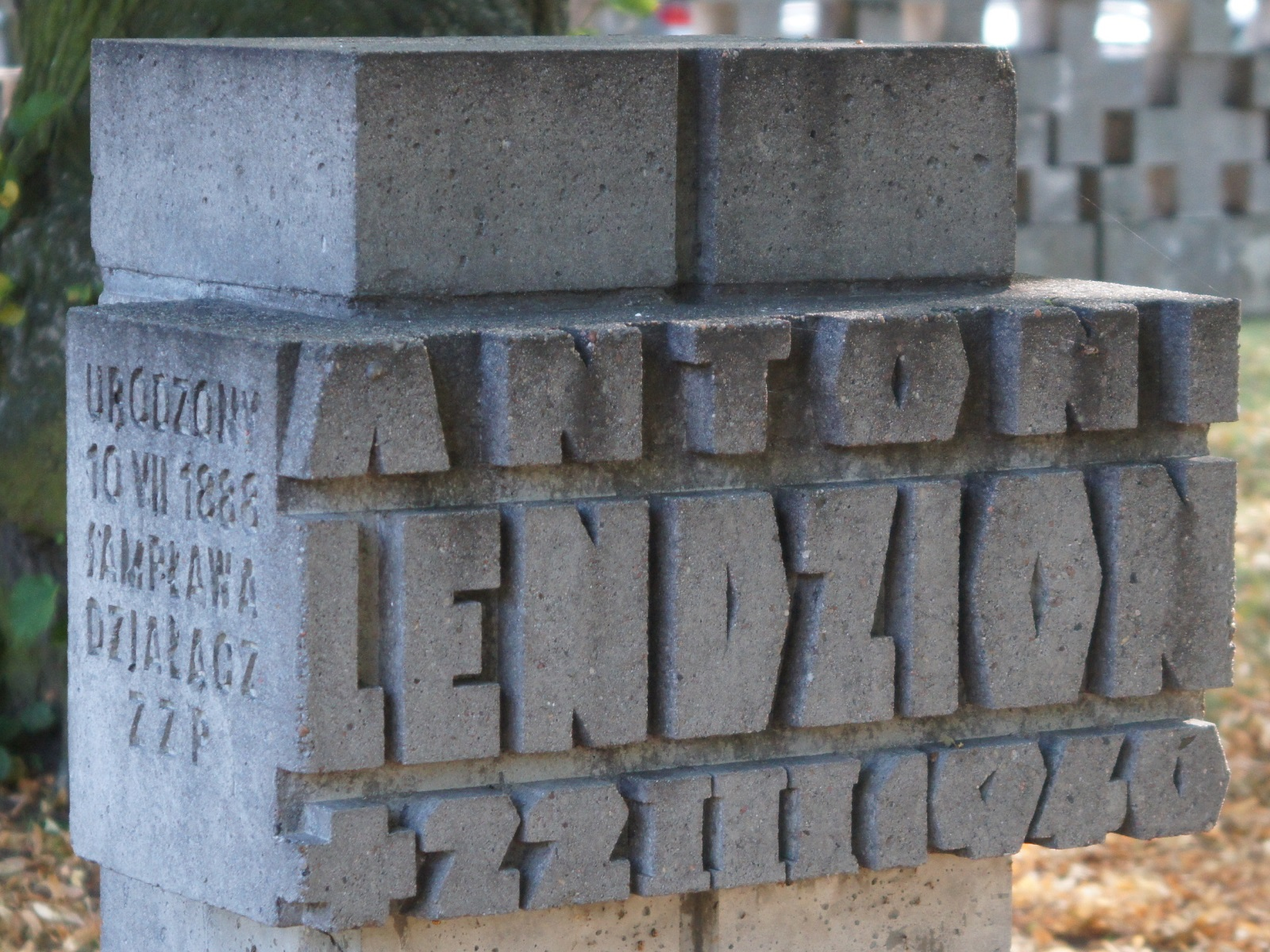
Ehrengrab in Zaspa

Anton Lendzion lebte nach dem Tod seines Vaters bei seinem Onkel in Thorn und machte dort eine Schneiderlehre. 1908 zog er nach Danzig und machte sich als Schneider selbstständig.
In Danzig wurde er aktives Mitglied der kleinen polnischen Gemeinde. 1911 wurde er Präsident des Danziger Zweiges der polnischen Gewerkschaften. Im Ersten Weltkrieg diente er in der deutschen Armee. In der Novemberrevolution gehörte er 1918 dem Danziger Soldatenrat an. Auch nach der Bildung der Freien Stadt Danzig war er politisch tätig. Als Vertreter der polnischen Partei wurde er bei der Volkstagswahl in Danzig 1927, Volkstagswahl in Danzig 1930 und wieder (nach einer Pause 1933 bis 1935) 1935 in den Volkstag, das Danziger Parlament, gewählt.
Er war Vizepräsident der polnischen Gemeinden und Vorstandsmitglied vieler polnischer Organisationen.
Am 1. September 1939 wurde er von den Nationalsozialisten verhaftet. Zunächst wurde er in die Danziger Viktoriaschule und später in das KZ Stutthof gebracht. Dort wurde er am Karfreitag 1940 gemeinsam mit anderen politischen Gefangenen erschossen. Die Leichen wurden 1947 exhumiert und auf den Danziger Friedhof Cmentarz na Zaspie überführt.